# StarCraft: Remastered
StarCraft: Remastered (від англ. star craft — букв. Зоряне ремесло; remastered — перевидане) — це перевидання науково-фантастичної відеогри, стратегії в реальному часі, StarCraft, видане 14 серпня 2017 року. У неї входять оригінальна гра і доповнення StarCraft: Brood War в сучасній переробці. StarCraft: Remastered повністю заснована на вихідному коді оригінальної StarCraft, завдяки чому всі особливості ігрової механіки, включаючи своєрідний алгоритм пошуку шляху і багато іншого збережеться без змін. Завдяки цьому, файли збережень і повторів перевидання будуть повністю сумісними з файлами оригінальної гри. Крім того, власники StarCraft: Remastered можуть вільно грати з власниками безкоштовного класичного клієнта.

## Ігровий процес
StarCraft: Remastered зберігає ігровий процес StarCraft, але додає якіснішу графіку і деякі функції, що дозволяють сучасним гравцям грати комфортно. Як і в оригіналі, гравець розбудовує базу, замовляє війська, вивчає їх вдосконалення задля знищення противника. Для гри доступні три раси, кожна з особливими військами й тактиками: террани, протосси, зерги.
Перевидання, на відміну від оригіналу, має підтримку широкоекранних моніторів роздільністю до 4K. Перероблена графіка дає можливість наближати і віддаляти камеру огляду. Всі текстури і спрайти отримали вищу деталізацію і роздільність, а їхній дизайн наближено до дизайну в StarCraft II. Діалоги і музичний супровід було записано заново. Відеовставки було перероблено і надано з якістю 1080p, а місії супроводжуються ілюстраціями в стилі коміксів. Також було перероблено система підбору суперників в мультиплеєрі, надано підтримку мережевої служби Blizzard (колишня Battle.net 2.0), включаючи систему оновлень і соціальні функції. Для Remastered доступні хмарні збереження для прогресу кампаній, користувацьких сутичок, повторів і налаштувань клавіатури. На додаток до оригінальних п'яти мов гра локалізована на ще вісім, таким чином включаючи мови: англійську, німецьку, французьку, бразильську португальську, іспанську латиноамериканську, іспанську європейську, польську, італійську, російську, корейську, спрощену китайську, традиційну китайську, і японську.
До StarCraft: Remastered перенесено весь ігровий процес оригіналу, в тому числі помилки й обмеження, які відкривають доступ до не передбачених розробниками тактик, але з часом стали вважатися особливими правилами. Зокрема це: накладання (stacking) один на одного спрайтів муталісків, віддача наказів одночасно всій групі розпорошених юнітів (magic-boxing), обмеження на 12 виділених юнітів, некоректний вибір маршруту.

## Розробка
Вперше про розробку перевидання StarCraft було повідомлено 8 травня 2016 року на корейському сайті iNews24. Там було повідомлено, що Blizzard офіційно анонсує гру в вересні, посилаючись на анонімні «численні джерела». Дата вважалася підходящою для анонсу, позаяк на той час було заплановано чемпіонат зі StarCraft II: Legacy of the Void. Проте офіційних новин не надходило до 26 березня 2017. Тоді стало відомо про дату виходу перевидання влітку того ж року і його особливості. З нагоди скорого випуску StarCraft: Remastered оригінальна StarCraft і доповнення Brood War стали безкоштовними 18 квітня і отримали оновлення до версії 1.18.
До розробки було залучено художників, які працювали над StarCraft, і використовувалися ідеї оригіналу. За словами розробників, вигляд і рухи юнітів дуже впливали на впізнаваність багатьох військ, тому їх було доповнено мінімально. Ігровий процес було перенесено точно з оригіналу, зберігаючи баланс протиборчих сторін. Подальший розвиток StarCraft: Remastered більшою мірою залежатиме від бажань спільноти геймерів.
Дата релізу стала відома 30 червня 2017 року, нею було оголошено 14 серпня. 1 липня стали відомі системні вимоги.

## Модифікації
До гри 9 липня 2019 року було випущено платну модифікацію StarCraft: Cartooned, що змінює візуальний стиль на мультиплікаційний комічний.